# Hollandichthys multifasciatus
Hollandichthys multifasciatus is een straalvinnige vissensoort uit de familie van de karperzalmen (Characidae). De wetenschappelijke naam van de soort is voor het eerst geldig gepubliceerd in 1900 door Eigenmann & Norris.
Deze bentopelagische zoetwatervis komt voor in de kustrivieren van Brazilië van Rio de Janeiro tot Rio Grande do Sul.

## Karyologie
De vis heeft 2n=50 chromosomen van de types M, SM en ST, en valt daarmee in één groep met Hyphessobrycon reticulatus en Ctenobrycon hauxwellianus.